# Elena Davîdova
Elena Victorovna Davîdova (rusă Еле́на Ви́кторовна Давы́дова (n. 7 august 1961, Voronej, Rusia) este o antrenoare de gimnastică și fostă gimnastă rusă, care trăiește în prezent în Canada. A concurat pentru Uniunea Sovietică la începutul anilor 1980, devenind campioană olimpică absolută la Moscova, în 1980. Este o inovatoare a gimnasticii, fiind una din puținele gimnaste care au introdus elemente și tendințe noi la toate aparatele. Elementele introduse de Davîdova au contribuit la creșterea gradului de dificultate a acestui sport, determinând schimbarea codului de punctaj. Este prima gimnastă care a executat o Gigantică înapoi și un Tkachev la paralele inegale. Este autoarea unei sărituri cu un grad foarte mare de dificultate, o premieră atât pentru gimnastica feminină, cât și pentru cea masculină. Unele din elementele introduse de ea la sol au fost excluse ulterior (1993) din codul de punctaj al gimnasticii feminine, din motive de sănătate și siguranță, fiind considerate dificile și deosebit de periculoase.

## Activitate competițională
Este multiplă medaliată la Jocurile Olimpice de vară din 1980 de la Moscova, unde, pe lângă aurul olimpic câștigat în concursul pe echipe, a devenit și campioană olimpică la individual compus, învingând-o pe principala sa rivală, Nadia Comăneci, iar în concursul pe aparate a reușit să câștige o medalie de argint, la bârnă. În anul următor, la Campionatele Mondiale, deși accidentată, a mai câștigat încă patru medalii: aur cu echipa, argint la sol și bronz la individual compus și paralele inegale.

## Cariera de antrenor și arbitru
După retragerea din activitatea competițională și-a finalizat studiile universitare la Universitatea de Educație Fizică din Leningrad, luându-și ulterior și doctoratul în științe pedagogice. După absolvire, în 1987, a început cariera de antrenoare la Colegiul de rezerve olimpice din Leningrad și a devenit arbitră internațională. A antrenat și echipa națională de gimnastică a Uniunii Sovietice.
Pe 1 iunie 1983 s-a căsătorit cu antrenorul de box Pavel Filatov, cu care are doi copii, Dimitri și Anton. Familia a emigrat în Canada în 1991. Davîdova lucrează în prezent ca antrenoare la Gemini Gymnastics, un club non-profit din Oshawa, Ontario.
A fost antrenoare la bârnă a echipei naționale a Canadei la Campionatele Mondiale de gimnastică artistică din 1995 și una din antrenoarele echipei Canadei la Jocurile Commonwealth-ului din 2002. A fost numită de două ori antrenorul de gimnastică al anului de către Gymnastics Canada. În iunie 2006 a primit brevetul de antrenor FIG. A făcut parte din delegația care a susținut, fără succes, candidatura orașului Sankt Petersburg la organizarea Olimpiadei din 2004.
La 11 mai 2007 a fost inclusă în International Gymnastics Hall of Fame, cu mențiunea că este o inovatoare a gimnasticii.